# Église Notre-Dame-de-la-Chapelle d'Abbeville
L'église Notre-Dame-de-la-Chapelle est un édifice religieux catholique de la ville d'Abbeville. Son clocher est classé monument historique depuis 1910.

## Histoire
L'église est bâtie vers l'an 1400 environ. Érigé sur les restes d'un temple consacré au paganisme, l'édifice n'est d'abord qu'une simple chapelle, remplacée par une église vers la fin du XIVe siècle (ou semblerait-il au XVe siècle). La flèche du
clocher, frappée par la foudre en 1619, fut rebâtie en 1620.
Déclarée bien national à la Révolution française, l'église fut vendue et démolie par ses acquéreurs, seul subsista le clocher et sa flèche. En 1804, on la reconstruisit. En 1875, on démolit la flèche au prétexte de sa dangerosité.

## Caractéristiques

### Architecture
L'église construite en pierre calcaire selon un plan basilical traditionnel. Elle est dotée d'un clocher-tour quadrangulaire renforcée à chaque angle par un contrefort.  Dans sa partie supérieure, elle est percée de baies gothiques en tiers-point avec remplage flamboyant.

### Œuvres d'art
Elle conserve un certain nombre d’œuvres d'art classées monument historique au titre d'objet : 
- un Christ en croix avec sa croix écôtée (ancienne poutre de gloire) du XVe siècle[5],
- statue en pierre polychrome du Christ assis dit Dieu de Pitié du XVIe siècle[6],
- tableau représentant la Sainte Famille en pied avec sainte Anne et le petit saint Jean (XVIIe siècle)[7],
- Tableau représentant la Sainte Famille avec Vierge à mi-corps, en arrière saint Joseph et un ange (XVIIe siècle),
- statue de Saint Nicolas (XVIIe siècle)[8],
- deux tabourets d'église (XVIIe siècle)[9],
- statue d'une sainte tenant un sceptre (XVIIe siècle)[10],
- sculpture représentant deux évêques formant pendants (École de Simon Pfaff de Pfaffenhoffen, XVIIIe siècle)[11],
- chaire à prêcher en bois  de style Louis XV, (XVIIIe siècle)
- statue de saint Louis en bois peint (XIXe siècle)[12],
- tableau de la Vierge en buste les mains jointes (XIXe siècle)[13],
- statue de Sainte Geneviève (XIXe siècle)[14],
- monument funéraire du chevalier Gabriel-Isidore Blondin d'Abancourt (XIXe siècle)[15].

### Orgue de tribune
Les orgues dateraient de la fin du XVIIIe siècle (vers 1790) et auraient été construites par Charles Dallery. Elles étaient primitivement dans l'église Saint-André.
Dans les années 1970, elles furent placées dans l'église Notre-Dame de La Chapelle. Le buffet en bois doré, provenant de l'Hôtel-Dieu d'Abbeville est protégé en tant que monument historique : inscription au titre d'objet, le 14 août 1981.